# Songo (peuple)
Pour le mouvement musical, voir Songo.
Les Songo sont un peuple d'Afrique australe établi au centre-nord de l'Angola. On les rattache au groupe des Mbundu.